# Brendan Brisson
Brendan Brisson, född 22 oktober 2001 i Manhattan Beach, Kalifornien, är en amerikansk professionell ishockeyforward som är kontrakterad till Vegas Golden Knights i National Hockey League (NHL) och spelar för Henderson Silver Knights i American Hockey League (AHL).
Han har tidigare spelat för Michigan Wolverines i National Collegiate Athletic Association (NCAA) och Green Bay Gamblers och Chicago Steel i United States Hockey League (USHL).
Brisson draftades av Vegas Golden Knights i första rundan i 2020 års draft som 29:e spelare totalt.

## Statistik
| 2014–2015   | Los Angeles Jr. Kings U13      | T1EHL       | 5   | 0  | 1  | 1   | 4  | — | — | — | — | — |
|             | Los Angeles Jr. Kings U13      |             | 43  | 14 | 14 | 28  | 36 | — | — | — | — | — |
| 2015–2016   | Los Angeles Jr. Kings U14      | T1EHL       | 10  | 0  | 1  | 1   | 6  | 4 | 2 | 5 | 7 | 6 |
|             | Los Angeles Jr. Kings U14      |             | 51  | 11 | 13 | 24  | 56 | — | — | — | — | — |
| 2016–2017   | Shattuck St. Mary's Sabres U16 |             | 53  | 8  | 14 | 22  | 19 | — | — | — | — | — |
| 2017–2018   | Shattuck St. Mary's Sabres U16 |             | 54  | 28 | 39 | 67  | 34 | — | — | — | — | — |
| 2018–2019   | Shattuck St. Mary's Sabres U18 |             | 55  | 42 | 59 | 101 | 56 | — | — | — | — | — |
|             | Green Bay Gamblers             | USHL        | 6   | 1  | 0  | 1   | 2  | — | — | — | — | — |
| 2019–2020   | Chicago Steel                  | USHL        | 45  | 24 | 35 | 59  | 50 | — | — | — | — | — |
| 2020–2021   | Michgian Wolverines            | NCAA        | 24  | 10 | 11 | 21  | 18 | — | — | — | — | — |
| 2021–2022   | Michgian Wolverines            | NCAA        | 38  | 21 | 21 | 42  | 32 | — | — | — | — | — |
|             | Henderson Silver Knights       | AHL         | 7   | 3  | 5  | 8   | 4  | 2 | 0 | 0 | 0 | 0 |
| 2022–2023   | Henderson Silver Knights       | AHL         | 58  | 18 | 19 | 37  | 56 | — | — | — | — | — |
| 2023–2024   | Vegas Golden Knights           | NHL         | 1   | 0  | 0  | 0   | 0  | — | — | — | — | — |
|             | Henderson Silver Knights       | AHL         | 37  | 10 | 13 | 23  | 30 | — | — | — | — | — |
| NHL totalt  | NHL totalt                     | NHL totalt  | 1   | 0  | 0  | 0   | 0  | — | — | — | — | — |
| AHL totalt  | AHL totalt                     | AHL totalt  | 102 | 31 | 37 | 68  | 90 | 2 | 0 | 0 | 0 | 0 |
| NCAA totalt | NCAA totalt                    | NCAA totalt | 62  | 31 | 32 | 63  | 50 | — | — | — | — | — |
| USHL totalt | USHL totalt                    | USHL totalt | 51  | 25 | 35 | 60  | 52 | — | — | — | — | — |

### Internationellt
| Källa: Uppdaterad: 2024-01-16 | Källa: Uppdaterad: 2024-01-16 | Källa: Uppdaterad: 2024-01-16 |         | Utv = Utvisningsminuter | Utv = Utvisningsminuter | Utv = Utvisningsminuter | Utv = Utvisningsminuter | Utv = Utvisningsminuter |
| År                            | Lag                           | Mästerskap                    | Matcher | Mål                     | Assists                 | Poäng                   | Utv                     |                         |
| ----------------------------- | ----------------------------- | ----------------------------- | ------- | ----------------------- | ----------------------- | ----------------------- | ----------------------- | ----------------------- |
| 2021                          | USA                           | JVM                           | 7       | 2                       | 0                       | 2                       | 0                       |                         |
| 2022                          | USA                           | OS                            | 4       | 2                       | 0                       | 2                       | 2                       |                         |
| Junior totalt                 | Junior totalt                 | Junior totalt                 | 7       | 2                       | 0                       | 2                       | 0                       |                         |
| Senior totalt                 | Senior totalt                 | Senior totalt                 | 4       | 2                       | 0                       | 2                       | 2                       |                         |

## Privatliv
Han är son till spelaragenten Pat Brisson.